# Basjkir
Basjkirhästen är en hästras som härstammar från de södra Uralbergen i Ryssland där den ofta lever i halvvilda flockar. I Ryssland benämns hästrasen Baškirskaja. Basjkirhästens "centrum" i Ryssland är Basjkortostan varifrån den ursprungligen kommer. Ett tag blandades Basjkirhästarna ihop med en lockig hästras, Amerikansk curlyhäst, men forskningar har visat att dessa raser inte är släkt och basjkirhästar är oftast inte lika lockiga som de amerikanska. Basjkirhästarna utvecklar en längre vinterpäls. 

## Historia
Basjkirhästarna har avlats i Uralbergen i Ryssland sedan 700-talet e.Kr. Det sägs att stammarna i bergen hade ganska extrema metoder för att få fram de bästa hästarna till avel. I Ryssland berättas bland annat att stammarna band fast fölen i stekande sommarhetta medan stona mjölkades. Om fölen inte klarade det skulle de inte heller klara av det tuffa klimatet. Om sig detta är sant eller inte går inte att bekräfta, men hästarna blev härdiga och tåliga.
Ryska hippologer som forskat om Basjkirhästen har fått fram att rasen har sitt ursprung i de vilda mongoliska Przewalskihästarna och asiatiska stäpphästar som fördes till Uralbergen med nomadfolken, kanske så tidigt som 700 f.Kr. Fram till år 700 e.Kr korsades dessa hästar bland annat med den utdöda Skogshästen, mongoliska hästar och olika bergshästar. Stammarna i Uralbergen höll hästarna utomhus året runt men dyrkade hästarna som de menade var en gåva från Vattnets gud. 
Under mitten av 1500-talet skulle Basjkirien tillhöra Ryssland och plötsligt fick bönderna och uppfödarna mycket mindre mark. De nomadiska stammarna fick bli halvnomader och hästarna fick nu hållas i mindre hjordar som var indelade i avelsgrupper. Grupperna innehöll en avelshingst och 10-20 ston med föl. Även unghästarna av båda könen som var under 3 år hölls i grupperna. Hästarna kunde själva hitta foder uppe i bergen där de kunde ströva fritt, så hästarna släpptes på bete både sommar och vinter i bergen. 
Efter 1600-talet har man försökt att hålla rasen så ren som möjligt, men den har inslag av ardenner och ryskt kallblod i sig. Den kan även ha korsats med Yakutponny, Kazakponny och Viatkahästar. Basjkirhästen föds upp i stora hjordar och det finns ett tjugotal stora farmer i Basjkirien. Att basjkiren "avlats fram" som den gjorts, det vill säga att den starkaste och mest anpassningsbara hästen överlever, har gjort basjkiren till en mycket uthållig häst och idealisk för långturer, framförallt i skogen. Basjkirhästen föddes inte upp för ett speciellt ändamål som många andra hästraser, utan användes till det den ansågs vara mest lämplig för.

## Basjkir och American Curly
Under 1930-talet förväxlades Basjkirhästen med amerikansk curlyhäst och många Basjkirhästar såldes över världen som curlyhästar då dessa var mer värda än basjkirhästarna. Fram till 1997 hette amerikanska curlyhästar American Bashkir men efter att forskare hade bevisat att hästarna inte ens var släkt med varandra så ändrades detta. Basjkirhästarna kan ha lockig päls men enbart under vintern och inte i lika stor utsträckning som Amerikansk curly. 

## Egenskaper
Basjkiren har många användningsområden. Framförallt används den som turridningshäst och familjehäst. Men då basjkirhästen som ras kan förekomma i många olika storlekar och former kan man inte säga att rasen generellt lämpar sig för just något enskilt användningsområde. Hoppning, dressyr, körning och western är exempel på vad basjkiren kan användas till. Den lämpar sig även för så kallat rancharbete, alltså vallning av kreatur och är allt som allt en väldigt mångsidig häst. Basjkirhästarna är lätta att föda upp och kan dessutom bli väldigt gamla. 
Rasen finns i flera olika "sorter". Inom rasen finns stor variation; med en del smäckra större ponnyer och mindre hästar (cirka 145 till 160 cm), andra grövre mer liknande kallblod. Den minsta mankhöjden ligger runt 135 cm och den vanligaste högsta är cirka 155 cm. Men det finns även ännu högre hästar på ungefär 165 cm i mankhöjd.
Basjkiren finns även i många färger, framförallt gulblack, musblack, brunblack och rödblack som alla kännetecknas av en ål (mörkare rand utmed ryggraden). Men det finns också "creme"-färgade basjkirer, fuxar, svarta och bruna. Hästarna kan även ha vilttecken kring bogarna och manken, "zebraränder" längs benen och såklart "vanliga" tecken som vita strumpor, bläsar och stjärnor. 
Man skulle kunna säga att hästarna används likt renar, eftersom pälsen och taglet används, samt köttet och stomjölken. Ett basjkirsto kan ge 1 500 liter mjölk under sin mjölkgivningsperiod, som då varar i sju till åtta månader, men de bästa stona kan ge upp till 2 700 liter. Av mjölken produceras ost och andra mejeriprodukter, och den alkoholhaltiga drycken kumys.

## Basjkiren och allergiker
Vad som gjort basjkirhästen känd är att den skulle vara allergivänlig. 